# Артур Чарльз Фокс-Дейвіс
А́ртур Ча́рльз Фо́кс-Де́йвіс (англ. Arthur Charles Fox-Davies; 28 лютого 1871 — 19 травня 1928) — бриатанський юрист, публіцист, геральдист. Народився в Брістолі, Англія, Велика Британія. Член Лінкольнського інну (1901), працював баристером (з 1906). Помер у Лондоні. Автор фундаментальних праць з геральдики: «Мистецтва геральдики» (1904) та її скороченої версії «Повного путівника по геральдиці» (1909).

## Праці
- Fox-Davies, Arthur Charles. The Art of Heraldry: An Encyclopædia of Armory. London: T.C. & E.C. Jack, 1904.
- Fox-Davies, Arthur Charles. The Complete Guide to Heraldry. London: T.C. & E.C. Jack, 1909.  [Архівовано 19 листопада 2018 у Wayback Machine.]